# Гертен (Німеччина)
Гертен (нім. Herten) — місто в Німеччині, знаходиться в землі Північний Рейн-Вестфалія. Підпорядковується адміністративному округу Мюнстер. Входить до складу району Реклінггаузен.
Площа — 37,31 км2. Населення становить 61 860 ос. (станом на 31 грудня 2020).